# Contre-la-montre féminin des juniors aux championnats du monde de cyclisme sur route 2018
Le contre-la-montre féminin des juniors aux championnats du monde de cyclisme sur route 2018 a lieu sur 20 kilomètres le 24 septembre 2018 à Innsbruck, en Autriche.

## Parcours
Le parcours est tracé sur 20 kilomètres, en partant du centre du parc aventure en plein air appelé le Swarovski Crystal Worlds dans la ville de Wattens. Puis les cyclistes se dirigent vers le  district d'Innsbruck jusqu'à Arzl im Pitztal. Grâce aux larges routes, le parcours n'est pas particulièrement technique et favorise les coureuses puissantes.
L'arrivée est située en face du palais de Hofburg,.

## Qualification
Selon le système de qualification fixé par le comité directeur de l'Union cycliste internationale, « chaque nation bénéficie de 2 partants. [...] Le champion du monde, le champion olympique et les champions continentaux en titre peuvent participer en sus [de ce quota] »,.
| Champion                | Nom               | Pays       |
| ----------------------- | ----------------- | ---------- |
| Championne d'Afrique    | Desiet Tekeste    | Érythrée   |
| Championne panaméricain | Abigail Sarabia   | Bolivie    |
| Championne d'Asie       | Marina Kurnossova | Kazakhstan |
| Championne d'Océanie    | Anya Louw         | Australie  |
| Championne d'Europe     | Vittoria Guazzini | Italie     |

## Classement

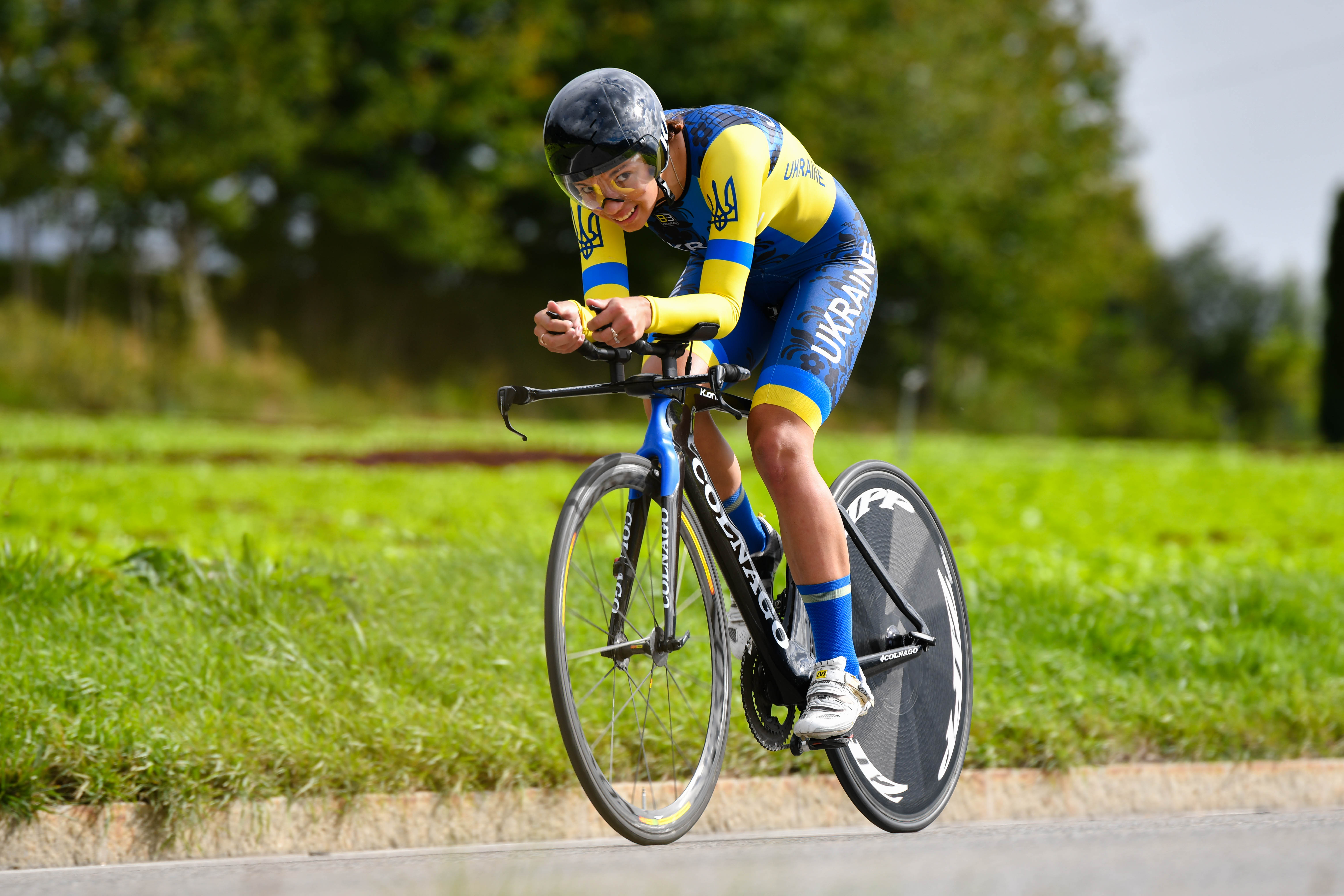
Tetyana Yaschenko dans le Contre-la-montre. Septembre 2018.

| Rang                      | Coureuse                    | Pays            |    | Temps         |
| ------------------------- | --------------------------- | --------------- | -- | ------------- |
| Médaille d'or, monde      | Rozemarijn Ammerlaan        | Pays-Bas        | en | 27 min 2 s 95 |
| Médaille d'argent, monde  | Camilla Alessio             | Italie          | +  | 6 s 80        |
| Médaille de bronze, monde | Elynor Backstedt            | Grande-Bretagne |    | 17 s 94       |
| 4                         | Pfeiffer Georgi             | Grande-Bretagne |    | 21 s 89       |
| 5                         | Simone Boilard              | Canada          |    | 24 s 11       |
| 6                         | Vittoria Guazzini           | Italie          |    | 24 s 64       |
| 7                         | Aigul Gareeva               | Russie          |    | 24 s 66       |
| 8                         | Marie Le Net                | France          |    | 25 s 69       |
| 9                         | Marta Jaskulska             | Pologne         |    | 28 s 24       |
| 10                        | Hannah Ludwig               | Allemagne       |    | 28 s 93       |
| 11                        | Britt Knaven                | Pays-Bas        |    | 36 s 97       |
| 12                        | Olha Kulynych               | Ukraine         |    | 49 s 35       |
| 13                        | Mie Saabye                  | Danemark        |    | 52 s 40       |
| 14                        | Catalina Anais Soto Campos  | Chili           |    | 1 min 0 s 41  |
| 15                        | Sarah Gigante               | Australie       |    | 1 min 4 s 50  |
| 16                        | Anya Louw                   | Australie       |    | 1 min 7 s 88  |
| 17                        | Jade Wiel                   | France          |    | 1 min 9 s 65  |
| 18                        | Shari Bossuyt               | Belgique        |    | 1 min 10 s 42 |
| 19                        | Lara Gillespie              | Irlande         |    | 1 min 12 s 46 |
| 20                        | Tetyana Yaschenko           | Ukraine         |    | 1 min 21 s 22 |
| 21                        | Giorgia Bariani             | Italie          |    | 1 min 21 s 78 |
| 22                        | Dorothea Heitzmann          | Allemagne       |    | 1 min 24 s 74 |
| 23                        | Martine Gjos                | Norvège         |    | 1 min 28 s 28 |
| 24                        | Akvile Gedraityte           | Lituanie        |    | 1 min 30 s 77 |
| 25                        | Abigail Youngwerth          | États-Unis      |    | 1 min 31 s 20 |
| 26                        | Alina Abramenko             | Biélorussie     |    | 1 min 31 s 91 |
| 27                        | Svetlana Pachshenko         | Kazakhstan      |    | 1 min 35 s 39 |
| 28                        | Desiet Tekeste              | Érythrée        |    | 1 min 36 s 46 |
| 29                        | Marketa Hajkova             | Tchéquie        |    | 1 min 46 s 92 |
| 30                        | Mette Egtoft Jensen         | Danemark        |    | 1 min 51 s 14 |
| 31                        | Noemi Rüegg                 | Suisse          |    | 1 min 57 s 71 |
| 32                        | Vita Movrin                 | Slovénie        |    | 2 min 9 s 18  |
| 33                        | Anastasiya Kolesava         | Biélorussie     |    | 2 min 10 s 37 |
| 34                        | Anzhela Solovyeva           | Kazakhstan      |    | 2 min 14 s 46 |
| 35                        | Silje Mathisen              | Norvège         |    | 2 min 21 s 96 |
| 36                        | Lina Svarinska              | Lettonie        |    | 2 min 25 s 20 |
| 37                        | Nika Jancic                 | Slovénie        |    | 2 min 31 s 24 |
| 38                        | Marina Kurnossova           | Kazakhstan      |    | 2 min 44 s 16 |
| 39                        | Lorena De La Fuente Alcalde | Espagne         |    | 2 min 45 s 01 |
| 40                        | Veronika Jandova            | Tchéquie        |    | 2 min 47 s 30 |
| 41                        | Jasmine Soh                 | États-Unis      |    | 2 min 51 s 40 |
| 42                        | Petra Machalkova            | Slovaquie       |    | 2 min 51 s 57 |
| 43                        | Ariana Gilabert Vilaplana   | Espagne         |    | 2 min 57 s 64 |
| 44                        | Radka Paulechova            | Slovaquie       |    | 3 min 4 s 54  |
| 45                        | Daniela Leitane             | Lettonie        |    | 3 min 6 s 68  |
| 46                        | Magdeleine Vallieres Mill   | Canada          |    | 3 min 10 s 09 |